# Вертах
Вертах (нім. Wertach) — громада в Німеччині, знаходиться в землі Баварія. Підпорядковується адміністративному округу Швабія. Входить до складу району Оберальгой.
Площа — 45,63 км2. Населення становить 2547 ос. (станом на 31 грудня 2020).